# Hippocampus hippocampus
Il cavalluccio camuso (Hippocampus hippocampus Linnaeus, 1758) è un pesce d'acqua salata appartenente alla famiglia Syngnathidae.

## Habitat e distribuzione
Il cavalluccio camuso è presente nel Mar Mediterraneo, nell'Oceano Atlantico orientale dal Golfo di Guinea, presso le Isole Canarie fino alle Isole britanniche meridionali. Spesso è reperibile intorno ai 10 metri di profondità, in prossimità di alghe o di Posidonia oceanica a cui si appiglia con la coda.

## Descrizione
Corpo di colore giallo, talvolta rosso grigio o marrone, può anche essere variopinto. È, forse, in grado per scopi di mimetismo o di comunicazione di cambiare colore. Capo appuntito, piuttosto corto. Non ha escrescenze formate dall'esoscheletro sul corpo, tipiche di altre specie dello stesso genere, come lo H. guttulatus. È dotato della pinna dorsale e delle pinne pettorali, poco sviluppate. Il suo mimetismo è spesso eccezionale, difficile da distinguere dal luogo in cui staziona aggrappato con la coda.

## Alimentazione
Si nutrono di piccoli crostacei ed alghe.

## Riproduzione
È una specie ovovivipara. La femmina, dopo la fecondazione, depone le uova di 2 mm di diametro che vengono raccolte nella tasca posta sul ventre del maschio. Da questa tasca dopo due mesi nascono dei piccoli cavallucci di 15 mm.
A differenza dello H. guttulatus i due sessi non si trattengono, durante l'accoppiamento, avvolgendo la coda.